# Sringeri
Sringeri è una suddivisione dell'India, classificata come town panchayat, di 4.253 abitanti, situata nel distretto di Chickmagalur, nello stato federato del Karnataka. In base al numero di abitanti la città rientra nella classe VI (meno di 5.000 persone).

## Geografia fisica
La città è situata a 13° 25' 0 N e 75° 15' 0 E e ha un'altitudine di 671 m s.l.m..

## Società

### Evoluzione demografica
Al censimento del 2001 la popolazione di Sringeri assommava a 4.253 persone, delle quali 2.221 maschi e 2.032 femmine. I bambini di età inferiore o uguale ai sei anni assommavano a 351, dei quali 175 maschi e 176 femmine. Infine, coloro che erano in grado di saper almeno leggere e scrivere erano 3.515, dei quali 1.911 maschi e 1.604 femmine.